# Makanya (Lushoto)
Makanya è una circoscrizione rurale (rural ward) della Tanzania situata nel distretto di Lushoto, regione di Tanga. Conta una popolazione di 13 888 abitanti (censimento 2012).